# Sabine Schneider (Literaturwissenschaftlerin)
Sabine Schneider (* 6. Mai 1966) ist eine deutsche Literaturwissenschaftlerin.

## Leben
Schneider studierte von 1985 bis 1991 Germanistik, Geschichte und lateinische Philologie an der Universität Würzburg. Dort erfolgte 1997 ihre Promotion zur Dr. phil. im Fach Neuere deutsche Literaturgeschichte. Anschließend wirkte sie ebenda bis 2003 als wissenschaftliche Assistentin am Institut für Deutsche Philologie. Nach ihrer Habilitation im Jahr 2004 wurde sie dort zur Privatdozentin ernannt und war 2004/2005 Oberassistentin.
2005 ging sie als Extraordinaria für Neuere Deutsche Literaturwissenschaft an das Deutsche Institut der Universität Zürich, wo sie seit 2012 Ordinaria ist. Zudem hatte sie 2006 eine Gastprofessur an der Universität Barcelona inne.
Darüber hinaus ist Schneider unter anderem Gründungsmitglied  des Internationalen Zentrums für Klassikforschung der Klassik Stiftung Weimar (seit 2009), Beirat der Zeitschrift Athenäum (seit 2009), Mitglied des Herausgebergremiums der Zeitschrift Germanistik (seit 2011), Wissenschaftlicher Beirat der Hugo von Hofmannsthal-Gesellschaft (seit 2011) und Mitglied des Forschungsrates des Schweizerischen Nationalfonds (seit 2012).

## Forschungsschwerpunkte
- Ästhetik und Kunsttheorie von 1800 bis zur Moderne
- Aufklärung, Weimarer Klassik und Klassizismus, 19. Jahrhundert, Wiener Moderne, Literatur der Jahrhundertwende
- Text-Bild-Beziehungen von 1700 bis zur Gegenwart, Literarische Ekphrasis, Literatur und bildende Künste, Intermedialität
- Literarische Anthropologie, Wahrnehmungsgeschichte, Wissens- und Diskursgeschichte seit dem 18. Jahrhundert

## Schriften (Auswahl)

### Als Autorin
- Die schwierige Sprache des Schönen. Moritz’ und Schillers Semiotik der Sinnlichkeit. Zugl. Dissertation. Königshausen & Neumann, Würzburg 1998, ISBN 3-8260-1451-0.
- Verheißung der Bilder. Das andere Medium in der Literatur um 1900. Niemeyer, Tübingen 2006, ISBN 3-484-18180-X.
- mit Helmut Pfotenhauer: „Nicht völlig Wachen und nicht ganz im Traum“. Die Halbschlafbilder in der Literatur. Königshausen & Neumann, Würzburg 2006, ISBN 3-8260-3274-8.

### Als Herausgeberin
- Die Dinge und die Zeichen. Dimensionen des Realistischen in der Erzählliteratur des 19. Jahrhunderts. Königshausen & Neumann, Würzburg 2008, ISBN 978-3-8260-3717-7.
- Die Grenzen des Sagbaren in der Literatur des 20. Jahrhunderts. Königshausen & Neumann, Würzburg 2009, ISBN 978-3-8260-4084-9.
- mit Heinz  Brüggemann: Gleichzeitigkeit des Ungleichzeitigen. Formen und Funktionen von Pluralität in der ästhetischen Moderne. Fink, Paderborn 2011, ISBN 978-3-7705-4978-8.
- mit Marie Drath: Prekäre Idyllen in der Erzählliteratur des deutschsprachigen Realismus. Metzler, Stuttgart 2017, ISBN 978-3-476-04519-5.
- mit Juliane Vogel: Epiphanie der Form. Goethes „Pandora“ im Licht seiner Form- und Kulturkonzepte. Wallstein-Verlag, Göttingen 2018, ISBN 978-3-8353-1441-2.
- mit Helmut Hühn: Eigenzeiten der Moderne. Wehrhahn-Verlag, Hannover 2020, ISBN 978-3-86525-765-9.